# SKY GATE
「SKY GATE」（スカイゲート）は、Cheeky Paradeの6枚目のシングル。2016年2月24日にiDOL Streetから発売された。

## 背景とリリース
「CD+Blu-ray盤」、「HMV・Loppi限定盤」、「イベント・mu-mo限定盤」の3形態で発売。
本作も音楽配信ではiTunes Store、レコチョク、mora等のデジタル・ダウンロード、Apple Music、レコチョク Best、AWA、LINE MUSIC等のサブスクリプション(定額聞き放題)型サービスとも2月17日に先行配信された。
Cheeky Paradeは2015年11月21日、12月26日、および2016年1月15日に六本木のnicofarreで『Cheeky Parade×TOKYO IDOL LIVE Cheeky Parade定期公演「THE INNER MUSCLE」』を行った。12月26日に行われたVol.2では「faith」が初披露された。そして、2016年1月15日に行われたVol.3で前作「M.O.N.ST@R/カラフルスターライト」までに発表されたCheeky Paradeの曲を全曲と「faith」を披露したが、この時点で「SKY GATE」はまだ披露されなかった。
2016年1月17日、中野サンプラザで行われた「iDOL Street Carnival 2016〜新春!開運!歌祭り!〜」で「SKY GATE」を初披露。そして、山本真凜と鈴木真梨耶のロサンゼルスへの留学と新体制への移行が発表された。
本作発売直前の2月20日に結成4周年を記念するライブ『Cheeky Parade 4周年記念LIVE』を新宿BLAZEで開催。そこで後に「Cheeky Parade II」に収録される「Hungry」が初披露されたが本作には収録されなかった。
HMV・Loppi 限定盤には、謎のエクササイズアーティスト"ガイナー"の楽曲「GARLIC & ONION」が収録されていて、ライブでは2月20日に新宿BLAZEで行われた『Cheeky Parade 4周年記念LIVE』で初披露された。この"ガイナー"は2015年6月28日に赤坂BLITZで行われたワンマンライブ「Cheeky MONSTER〜腹筋大博覧會〜」に"インストラクター・ガイナー（with ロギー、ワタナベ）"として出演していた。
「SKY GATE」のAメロについてサウンドディレクターは「ブレスがポイントになってる」、Bメロについて作曲と編曲を担当したHIKIEは「意図的に音数を減らした」と解説している。
なお、デビューシングル「BUNBUN NINE9’」から発売し続けていた「HMV・Loppi限定盤」のリリースが本作で最後となった。そのため「HMV・Loppi限定盤」購入者限定イベント「ナマイキホームタイム」も最後の開催となった。

## 収録曲

### CD+Blu-ray盤
1. SKY GATE
作詞：RESiA209　作曲・編曲：HIKIE
2. faith
作詞：kenko-p　作曲・編曲：上村伸太郎

Blu-ray
1. SKY GATE (Music Video)

### HMV・Loppi限定盤
1. SKY GATE
2. faith
3. GARLIC & ONION
作詞：NERFY GUINER BIBER　作曲・編曲：HIKIE

### イベント・mu-mo限定盤
1. SKY GATE
2. faith
3. SKY GATE (Instrumental)
4. faith (Instrumental)

## イベント
| 日程          | 公演名 | 会場               | 備考 |
| ------------- | --- | ------------------ | --- |
| 2016年1月23日 | 「SKY GATE」リリース記念予約イベント                                                                           | 東武百貨店池袋店   | 各日2回公演。ミニライブ＋グループ別握手会。1月23日は山本・鈴木真が、24日は山本が、2月21日は山本が1部のみ、それぞれ不参加。                    |
| 2016年1月24日 | 「SKY GATE」リリース記念予約イベント                                                                           | ららぽーと柏の葉   | 各日2回公演。ミニライブ＋グループ別握手会。1月23日は山本・鈴木真が、24日は山本が、2月21日は山本が1部のみ、それぞれ不参加。                    |
| 2016年1月31日 | 「SKY GATE」リリース記念予約イベント                                                                           | ららぽーと豊洲     | 各日2回公演。ミニライブ＋グループ別握手会。1月23日は山本・鈴木真が、24日は山本が、2月21日は山本が1部のみ、それぞれ不参加。                    |
| 2016年2月7日  | 「SKY GATE」リリース記念予約イベント                                                                           | ららぽーと富士見   | 各日2回公演。ミニライブ＋グループ別握手会。1月23日は山本・鈴木真が、24日は山本が、2月21日は山本が1部のみ、それぞれ不参加。                    |
| 2016年2月21日 | 「SKY GATE」リリース記念予約イベント                                                                           | ラゾーナ川崎プラザ | 各日2回公演。ミニライブ＋グループ別握手会。1月23日は山本・鈴木真が、24日は山本が、2月21日は山本が1部のみ、それぞれ不参加。                    |
| 2016年1月30日 | 「SKY GATE」発売記念 mu-moショップ／S.P.Cショップイベント 個別握手会／グループ撮影会／個別撮影会／個別サイン会 | プレミアホール     | 1月30日は個別握手会が2部制、2月28日・3月12日は個別握手会が4部制。当日予約・販売も行われた。                                                   |
| 2016年2月28日 | 「SKY GATE」発売記念 mu-moショップ／S.P.Cショップイベント 個別握手会／グループ撮影会／個別撮影会／個別サイン会 | プレミアホール     | 1月30日は個別握手会が2部制、2月28日・3月12日は個別握手会が4部制。当日予約・販売も行われた。                                                   |
| 2016年3月12日 | 「SKY GATE」発売記念 mu-moショップ／S.P.Cショップイベント 個別握手会／グループ撮影会／個別撮影会／個別サイン会 | プレミアホール     | 1月30日は個別握手会が2部制、2月28日・3月12日は個別握手会が4部制。当日予約・販売も行われた。                                                   |
| 2016年2月3日  | 「SKY GATE」リリース記念握手会                                                                                 | 大津パルコ         | 2月3日は山本・小鷹狩のみ参加のイベントで、二人がレギュラー出演しているFM滋賀「charge!」の生放送後、サテライトスタジオ前にて握手会が行われた。 |
| 2016年2月24日 | 「SKY GATE」リリース記念握手会                                                                                 | SHIBUYA TSUTAYA    | 2月3日は山本・小鷹狩のみ参加のイベントで、二人がレギュラー出演しているFM滋賀「charge!」の生放送後、サテライトスタジオ前にて握手会が行われた。 |
| 2016年2月27日 | 「SKY GATE」リリース記念イベント                                                                               | ららぽーと横浜     | 2回公演。ミニライブ＋グループ別握手会。 |
| 2016年3月5日  | 「SKY GATE」リリース記念イベント                                                                               | ららぽーと新三郷   | 2回公演。ミニライブ＋グループ別握手会。 |
| 2016年3月20日 | 「SKY GATE」リリース記念イベント                                                                               | ららぽーと豊洲     | 2回公演。ミニライブ＋グループ別握手会。 |
| 2016年3月21日 | 「SKY GATE」リリース記念イベント                                                                               | 昭島モリタウン     | 2回公演。ミニライブ＋グループ別握手会。 |
| 2016年3月18日 | 「SKY GATE」発売記念 ニコラジ出演&購入対象特典会                                                               | ニコニコ本社       | トーク番組出演（観覧自由）・グループ別握手会。                                                                                                |

※他、各イベントにおいてCD予約購入者対象の握手会も開催された。